# Gonnosnò
Gonnosnò (sardinski: Gonnonnò) je grad i općina (comune) u pokrajini Oristanu u regiji Sardiniji, Italija. Nalazi se na nadmorskoj visini od 220 metara i ima 772 stanovnika.
 Prostire se na 15,46 km². Gustoća naseljenosti je 50 st/km².
Susjedne općine su: Albagiara, Ales, Baradili, Baressa, Curcuris, Genoni, Simala, Sini i Usellus.